# Ammonaios confusus
Ammonaios confusus är en tvåvingeart som beskrevs av Hauser och Irwin 2003. Ammonaios confusus ingår i släktet Ammonaios och familjen stilettflugor. Inga underarter finns listade i Catalogue of Life.